# Acritispa
Acritispa là một chi bọ cánh cứng trong họ Chrysomelidae.
Chi này được Uhmann miêu tả khoa học năm 1940.

## Các loài
Các loài trong chi này gồm:
- Acritispa dilatata (Uhmann, 1932)
- Acritispa germaini (Pic, 1925)